# Монсерон
Монсеро́н (фр. Montseron) — коммуна во Франции, находится в регионе Юг — Пиренеи. Департамент коммуны — Арьеж. Входит в состав кантона Ла-Бастид-де-Серу. Округ коммуны — Фуа.
Код INSEE коммуны — 09212.

## Население
Население коммуны на 2008 год составляло 83 человека.
| 1962 | 1968 | 1975 | 1982 | 1990 | 1999 | 2008 |
| ---- | ---- | ---- | ---- | ---- | ---- | ---- |
| 113  | 105  | 84   | 85   | 71   | 66   | 83   |

## Экономика
В 2007 году среди 48 человек в трудоспособном возрасте (15—64 лет) 30 были экономически активными, 18 — неактивными (показатель активности — 62,5 %, в 1999 году было 54,1 %). Из 30 активных работали 26 человек (14 мужчин и 12 женщин), безработных было 4 (1 мужчина и 3 женщины). Среди 18 неактивных 1 человек был учеником или студентом, 12 — пенсионерами, 5 были неактивными по другим причинам.